# Craig Hodges
Craig Anthony Hodges (Park Forest, Illinois, 27 de junio de 1960) es un exjugador y entrenador de baloncesto estadounidense que disputó diez temporadas en la NBA. Con 1,88 metros de altura, jugaba en la posición de base. Ganó dos campeonatos con los Chicago Bulls a principio de los 90, y fue activista de los derechos raciales.

## Carrera deportiva

### Universidad
Hodges asistió a la Universidad Estatal de California en Long Beach, donde jugó cuatro temporadas, de 1978 a 1982, con los 49ers antes de presentarse al draft de la NBA. En su última temporada anotó más de 17 puntos y repartió casi 4 asistencias por partido.

#### Estadísticas
| Año     | Equipo           | PJ  | PT | MPP  | %TC  | %3P | %TL  | RPP | APP | ROB | TPP | PPP  |
| ------- | ---------------- | --- | -- | ---- | ---- | --- | ---- | --- | --- | --- | --- | ---- |
| 1978–79 | Long Beach State | 28  | -  | 28.6 | .521 | -   | .776 | 2.0 | 3.4 | .9  | .1  | 10.1 |
| 1979–80 | Long Beach State | 33  | -  | 34.8 | .499 | -   | .838 | 2.1 | 3.9 | 1.5 | .0  | 12.6 |
| 1980–81 | Long Beach State | 26  | -  | 29.0 | .462 | -   | .600 | 2.6 | 4.0 | 1.2 | .0  | 11.0 |
| 1981–82 | Long Beach State | 28  | -  | 35.9 | .475 | -   | .739 | 3.2 | 3.9 | 2.0 | .1  | 17.5 |
| Total   | Total            | 115 | -  | 32.3 | .487 | -   | .742 | 2.5 | 3.8 | 1.4 | .1  | 12.8 |

### Profesional
Fue elegido en la 3.ª ronda (puesto 48) del draft de 1982 por San Diego Clippers. Debutó en la NBA, además como titular, el 29 de octubre de 1982 ante Phoenix Suns.
Tras dos temporadas en los Clippers, el 29 de septiembre de 1984 es traspasado junto a Terry Cummings y Ricky Pierce a Milwaukee Bucks, a cambio de Junior Bridgeman, Harvey Catchings, Marques Johnson.
Su primera temporada con los Bucks disputó todos los partidos de temporada regular, y fue la mejor a nivel individual, haciendo los mejores número de su carrera. 
En su segundo año como base titular de los Bucks, alcanzó su récord personal de anotación el 12 de diciembre de 1985 ante Washington Bullets con 29 puntos. Además consiguió el mejor porcentaje de triples de la liga, y anotó 10,8 puntos por partido, cifra que repetiría al año siguiente.
En su cuarto año en Milwaukee, perdió la titularidad frente a Sidney Moncrief, y a mediados de temporada, el 25 de febrero de 1988, fue traspasado a Phoenix Suns a cambio de Jay Humphries. Ese año finalizó también con el mejor porcentaje de triples de la NBA (49,1%) entre ambas franquicias.
Al comienzo de su segunda campaña con los Suns, tras apenas 10 encuentros, el 14 de diciembre de 1988 es traspasado a Chicago Bulls a cambio de Ed Nealy. Finalizó la temporada con los Bulls anotando 10 puntos por partido y siendo el base titular en los Playoffs de 1989.

#### Concursos de triples
Hodges participó en los ocho primeros concursos de triples que la NBA celebró en cada All-Star Weekend. Perdió en dos ocasiones la final, la primera ante Larry Bird en 1986 y la segunda en 1989, ante Dale Ellis. Luego ganó tres concursos consecutivos (1990, 1991 y 1992) siendo el segundo jugador (junto a Larry Bird) en conseguir esta hazaña. Además en el concurso de 1991 logró anotar 19 triples seguidos, obteniendo el récord, vigente hasta el día de hoy. En la última edición que participó, en 1993, lo hizo como agente libre, vistiendo una camiseta blanca debido a que no tenía equipo. En un principio, la NBA le dejó fuera de la lista de concursantes, ya que no pertenecía a ningún equipo en ese momento, pero finalmente le permitió defender su título del año anterior.

### Polémica, Europa y retirada
Tras la victoria en las Finales de 1992, el equipo de Chicago hizo la clásica visita a la Casa Blanca, donde Craig vistió una vestimenta africana —un dashiki—, mientras que sus compañeros iban trajeados con una vestimenta de gala. Protestaba por el trato que el presidente George H. W. Bush le daba a las personas de raza negra en Estados Unidos, y le entregó personalmente una carta al presidente, expresando su descontento por el trato que la administración daba a los pobres y a las minorías.
Además, también criticó a su compañero de equipo Michael Jordan, por no usar su fama e influencia para alzar la voz sobre los problemas sociales y políticos, diciendo que Jordan se estaba "desentendiendo" por ser políticamente correcto.
Fue cortado oficialmente por los Bulls el 10 de julio de 1992.
Para la temporada siguiente, ningún equipo quería contar con los servicios de Hodges, ni siendo uno de los mejores tiradores de la NBA, recibió oferta alguna, por lo que se habló de un boicot por parte de la liga hacia él, motivo por el cual decidió demandar a la liga por vetarlo.
Tras esperar un año a que le llegaran ofertas de la NBA, el 24 de agosto de 1993 se fue a Italia, a firmar por el Clear Cantù de la liga italiana.
Durante su estancia en el país transalpino consiguió grandes números, volvió a los Estados Unidos para estar cerca de sus hijos y con la esperanza de que, tras demostrar en Italia que seguía en forma, algún equipo de la NBA llamase a su puerta, algo que jamás sucedería. En 1994 volvió a Europa y fichó por una temporada con el Galatasaray turco. Al año siguiente firmó por los Rockford Lightning de la Continental Basketball Association (CBA) en Illinois. Y ya en 1997 jugó una última temporada en Suecia, en el Jämtland Basket.

### Entrenador
Hodges entrenó al equipo de baloncesto de la Universidad de Chicago State, los Chicago State Cougars, en un periodo entre 1994 y 1996, cuando todavía no estaba retirado como jugador. Tuvo malos resultados, con un récord de 8–51 y fue despedido.
En septiembre de 2005, se unió a Los Angeles Lakers como asistente de Phil Jackson, como instructor de tiro del equipo. Al término de la temporada 2010–11 finalizó el contrato de Jackson, finalizando también el de Hodges tras cinco temporadas y dos títulos de la franquicia.
En la temporada 2013-14 fue el entrenador principal de los Halifax Rainmen en la Canadian Basketball League, hasta agosto de 2014.
Tras estar una temporada, la 2014-15, como asistente del entrenador de los Westchester Knicks de la NBA D-League, el 30 de marzo de 2015 fue elegido como entrenador interino, después del despido de Kevin Whitted.
Desde la temporada 2016-17, fue entrenador del instituto Rich East High School en Park Forest (Illinois), hasta que fue reemplazado en el puesto por su hijo Jamaal en enero de 2018.

## Estadísticas de su carrera en la NBA
|  | Líder de la liga                                 |
|  | Denota temporada en la que fue Campeón de la NBA |

### Temporada regular
| Año     | Equipo    | PJ  | PT  | MPP  | %TC  | %3P  | %TL  | RPP | APP | ROB | TPP | PPP  |
| ------- | --------- | --- | --- | ---- | ---- | ---- | ---- | --- | --- | --- | --- | ---- |
| 1982-83 | San Diego | 76  | 48  | 26.6 | .452 | .222 | .723 | 1.6 | 3.6 | 1.1 | .1  | 9.9  |
| 1983-84 | San Diego | 76  | 28  | 20.7 | .450 | .217 | .750 | 1.1 | 1.5 | .8  | .0  | 7.8  |
| 1984-85 | Milwaukee | 82  | 63  | 30.4 | .490 | .348 | .815 | 2.3 | 4.3 | 1.2 | .0  | 10.6 |
| 1985-86 | Milwaukee | 66  | 66  | 26.3 | .500 | .451 | .872 | 1.8 | 3.5 | 1.1 | .0  | 10.8 |
| 1986-87 | Milwaukee | 78  | 43  | 27.5 | .462 | .373 | .891 | 1.8 | 3.1 | 1.0 | .1  | 10.8 |
| 1987-88 | Milwaukee | 43  | 0   | 22.9 | .449 | .466 | .821 | 1.1 | 2.5 | .7  | .0  | 9.2  |
| 1987-88 | Phoenix   | 23  | 0   | 20.1 | .489 | .544 | .844 | 1.4 | 1.9 | .7  | .1  | 10.1 |
| 1988-89 | Phoenix   | 10  | 0   | 9.2  | .444 | .333 | .750 | .5  | .8  | .2  | .0  | 3.9  |
| 1988-89 | Chicago   | 49  | 6   | 22.7 | .475 | .423 | .849 | 1.7 | 2.8 | .8  | .1  | 10.0 |
| 1989-90 | Chicago   | 63  | 0   | 16.7 | .438 | .481 | .909 | .8  | 1.7 | .5  | .0  | 6.5  |
| 1990-91 | Chicago   | 73  | 0   | 11.5 | .424 | .383 | .963 | .6  | 1.3 | .5  | .0  | 5.0  |
| 1991-92 | Chicago   | 56  | 2   | 9.9  | .384 | .375 | .941 | .4  | 1.0 | .3  | .0  | 4.3  |
| Total   | Total     | 695 | 256 | 21.7 | .461 | .400 | .828 | 1.3 | 2.5 | .8  | .0  | 8.5  |

### Playoffs
| Año   | Equipo    | PJ  | PT | MPP  | %TC  | %3P  | %TL  | RPP | APP | ROB | TPP | PPP  |
| ----- | --------- | --- | -- | ---- | ---- | ---- | ---- | --- | --- | --- | --- | ---- |
| 1985  | Milwaukee | 8   | 8  | 27.0 | .364 | .174 | .800 | 1.6 | 3.3 | 1.5 | .1  | 8.0  |
| 1986  | Milwaukee | 14  | 14 | 32.9 | .510 | .452 | .794 | 1.8 | 4.5 | 2.3 | .1  | 13.5 |
| 1987  | Milwaukee | 12  | 0  | 18.8 | .519 | .294 | .909 | 1.8 | 1.7 | .8  | .2  | 7.9  |
| 1989  | Chicago   | 17  | 17 | 32.6 | .412 | .398 | .714 | 1.5 | 3.6 | 1.3 | .2  | 11.2 |
| 1990  | Chicago   | 16  | 0  | 15.9 | .378 | .293 | .750 | 1.1 | 1.1 | .3  | 0   | 4.4  |
| 1991  | Chicago   | 17  | 0  | 12.3 | .423 | .393 | .750 | .2  | .6  | .6  | 0   | 4.7  |
| 1992  | Chicago   | 17  | 0  | 8.1  | .390 | .450 | .500 | .2  | .3  | .3  | 0   | 2.5  |
| Total | Total     | 101 | 39 | 20.4 | .436 | .363 | .784 | 1.1 | 2.0 | .9  | .1  | 7.2  |

## Vida personal
Primero estuvo casado con Carlita, que le abandonó en 1992. Luego se casó con Allison Jordan Hodges, ex directora general de los Chicago Condors de la ABL y hermana de la actriz Drew Sidora.
Tiene cuatro hijos: Jordan Hodges, artista, Jamaal, entrenador deportivo, Noah y Jibril Hodges, que también han jugado en Long Beach State.
En 1996, Hodges presentó una demanda de 40 millones de dólares contra la NBA y sus entonces 29 equipos, alegando que le habían puesto en la picota por su asociación con Louis Farrakhan y sus críticas a los "atletas profesionales afroamericanos que no utilizaban su considerable riqueza e influencia para ayudar a los pobres y a los privados de derechos". Tras ser despedido por los Bulls en 1992, no recibió ninguna oferta ni prueba de un solo equipo de la NBA, a pesar de que sólo tenía 32 años y todavía podía contribuir a algún equipo. En la demanda se afirmaba que el entrenador asistente de los Bulls Jim Cleamons le dijo que el equipo estaba preocupado por sus críticas a la falta de implicación de los jugadores en las comunidades de la ciudad. La demanda también afirmaba que Billy McKinney, el director de personal de jugadores de los Seattle SuperSonics mostró inicialmente su interés por Hodges en 1992, y poco después se echó atrás, diciéndole a Hodges que no podía hacer nada porque "los hermanos tienen familia, ya sabes lo que quiero decir". Mientras que un funcionario de los Bulls dijo que Hodges fue descartado porque se estaba haciendo viejo y no podía defender, el entrenador en jefe Phil Jackson dijo:

"I also found it strange that not a single team called to inquire about him. Usually, I get at least one call about a player we've decided not to sign. And yes, he couldn't play much defense, but a lot of guys in the league can't, but not many can shoot from his range, either."
"También me pareció extraño que ningún equipo preguntara por él. Normalmente, recibo al menos una llamada sobre un jugador que hemos decidido no fichar. Y sí, no podía aportar mucho en defensa, pero muchos chicos en la liga no pueden, pero tampoco muchos pueden tirar desde su rango."

Mientras entrenaba al Rainmen, en enero de 2014, fue invitado por Dennis Rodman a jugar un partido amistoso en Corea del Norte contra la selección nacional del país, dentro de los festejos del cumpleaños de Kim Jong-Un, y como parte de un esfuerzo "baloncesto-diplomático" impulsado por Dennis. Pero le denegaron la entrada al país, porque su vuelo de Canadá a Pekín se retrasó, lo que le hizo perder el vuelo de conexión a Pyonyang y provocó que el gobierno chino lo enviara inmediatamente de vuelta a Canadá. Tras eso dijo:

"I was looking forward to the opportunity of going and helping Dennis, as far as the basketball end of things."
 "I'm for human rights, and so going to North Korea wasn't a matter of me going to rub political shoulders with the man that's in power. It was as a goodwill gesture, as a brotherhood — a brotherhood of sport."
"Estaba deseando tener la oportunidad de ir y ayudar a Dennis, en lo que respecta al baloncesto."
 "Estoy a favor de los derechos humanos, así que ir a Corea del Norte no era una cuestión de ir a codearme políticamente con el hombre que está en el poder. Era como un gesto de buena voluntad, como una hermandad - una hermandad deportiva."

En 2020 se estrenó el documental The Last Dance sobre la etapa de Jordan en los Bulls, y donde Craig ni aparece ni es mencionado.

### Publicaciones
En el año 2017, Craig Hodges publicó el libro, "Tiro de larga distancia" ("Long Shot" título original en inglés); en el cual expone su vida, desde sus triunfos con los Chicago Bulls, hasta toda la polémica que generó su veto en la NBA.
- Craig Hodges; Rory Fanning (2017). Long Shot (Enrique Maldonado Roldán, trad.) [Tiro de larga distancia]. CAPITAN SWING S.L. ISBN 978-1-60846-746-4.